# Fausses décrétales

Droit canon
Droit du haut Moyen Âge
Hispana Gallica Dionysio-Hadriana Quesnelliana Dacheriana
 (juillet 2025).
On appelle Fausses décrétales,  Décrétales pseudo-isidoriennes ou encore Pseudo-Isidorianae une collection de décrétales pseudépigraphes, faussement attribuées à un certain Isidore Mercator, lui-même longtemps confondu avec Isidore de Séville. Il s'agit d'un immense travail de falsification de documents canoniques. Rédigées dans les années 830 et 840, les Fausses décrétales constituent l'une des plus importantes sources de droit canonique médiéval.

## Contexte historique
Il semble que l'histoire mouvementée de l'Empire franc dans les années 830 forme l'arrière-plan du complexe pseudo-isidorien. En 833 l'empereur Louis le Pieux était privé de ses droits impériaux par ses propres fils, appuyés par une partie de l'épiscopat soucieux de garantir ses droits et son autonomie. Quelques mois plus tard, la fortune tourna : Louis regagna le trône. Ces bouleversements politiques eurent des conséquences très désagréables pour les évêques de la Francie qui avaient participé à la déposition de Louis : entre autres Agobard de Lyon, Ebon de Reims et Jessé d'Amiens perdirent leurs sièges épiscopaux, furent emprisonnés (comme Ebon) ou forcés à l'exil comme Agobard ou Jessé qui mourut des conséquences de son exil. Le synode de Thionville déposa Ebon de Reims de manière assez sommaire. C'est dans ce cercle auquel appartenait aussi l'abbé Wala de Corbie qu'il faut chercher les faussaires.

## Les auteurs
Le compilateur anonyme se couvre du nom d'un évêque fictif « Isidorus Mercator », traditionnellement appelé « pseudo-Isidore ». Il rassemble le meilleur des collections précédentes (Hispana Gallica ou encore Dionysio-Hadriana et Quesnelliana) mais aussi une centaine de décrétales forgées de toutes pièces. Le recueil fait partie de tout un groupe faisant surface vers le milieu du IXe siècle dans la province ecclésiastique de Reims. 
Tout récemment, dans la continuité des travaux fondateurs de Horst Fuhrmann, Klaus Zechiel-Eckes a identifié l'abbaye de Corbie (près d'Amiens) comme le siège de l'atelier des faussaires, en montrant que ceux-ci ont employé des manuscrits de la bibliothèque de cette abbaye. Klaus Zechiel-Eckes a rassemblé un certain nombre d'indices qui impliqueraient Paschase Radbert, lui-même moine à Corbie et l'un des successeurs de Wala, comme l'un des protagonistes de l'atelier.
Par ces découvertes, les hypothèses anciennes qui voulaient voir à Tours, Reims, Mayence ou encore à Rome la patrie des faux pseudo-isidoriens n'ont donc plus de valeur scientifique.

## Buts des faussaires
L'un des buts principaux des faussaires était la protection de l'évêque en procédure criminelle contre les empiétements de l'archevêque et des grands laïques. Les accusations contre les évêques furent purement et simplement interdites dans certains textes. Tout accusateur d'un évêque était menacé de peines éternelles en enfer. Si une accusation avait lieu tout de même, le plaignant devait être irréprochable à tout point de vue. L'évêque accusé devait d'abord être rétabli dans tous ses droits, il avait le droit de prolonger le délai d'ouverture du procès presque à volonté. Si le procès était ouvert, il avait le droit de demander de changer de lieu, de choisir les juges lui-même, 72 témoins, tous ecclésiastiques de niveau épiscopal bien sûr, étaient nécessaires pour le convaincre de culpabilité, etc. S'il le jugeait opportun, il pouvait en appeler à d'autres juges ou au Saint-Siège à tout instant de la procédure. On comprend aisément que la condamnation d'un évêque était pratiquement exclue dans ces conditions, puisque l'accusé était juge et partie.
D'autres préoccupations motivaient les faussaires notamment le dogme, surtout en ce qui concernait la Trinité et les relations entre le Père et le Fils, l'inviolabilité des biens ecclésiastiques, certains aspects de la liturgie et des sacrements, (eucharistie et baptême). Le Filioque est défendu dans les Fausses Décrétales.

## Composition du texte
La collection fait partie de tout un ensemble de faux, tous issus du même atelier. Notons la Hispana Gallica Augustodunensis, une forme falsifiée de la Collectio Hispana, les Capitulaires de Benoît le Lévite et les Capitula Angilramni, capitulaires dites d'Enguerrand de Metz. Récemment, deux autres textes ont été identifiés comme produits du même atelier, à savoir un florilège des actes du concile de Chalcédoine transmis dans un certain nombre de manuscrits des Fausses Décrétales et la Collectio Danieliana, un mélange de textes sur la procédure criminelle en droit ecclésiastique, transmis dans un seul manuscrit de la Burgerbibliothek de Berne.
La collection consiste dans sa forme la plus complète en une soixantaine de décrétales, toutes fabriquées, des papes des trois premiers siècles de l'ère chrétienne, puis des conciles grecs, africains, gaulois et wisigothiques, tels qu'ils sont contenus dans la Collectio Hispana, (mais avec certaines falsifications), enfin d'un recueil de décrétales des papes Sylvestre Ier à Grégoire II. Dans cette dernière partie on trouve des pièces (parfois falsifiées et interpolées) issues des Collections Hispana, Dionysio-Hadriana et Quesnelliana aussi bien qu'une bonne trentaine de Lettres papales falsifiées par l'atelier pseudo-Isidorien.

## Postérité du texte
Les Fausses décrétales semblent avoir été apportées au pape Nicolas Ier, à Rome, en 864, par Rothade de Soissons. Les papes suivants utilisèrent ces textes afin d'affirmer leur autorité à la tête de l'Église puisqu'il y était écrit que les évêques ne pouvaient être jugés que par le pape et qu'aucun décret conciliaire n'était valable sans leur approbation. 
Un nombre relativement grand de manuscrits du IXe siècle fait preuve de la propagation rapide des faux surtout en France et Italie mais aussi dans la vallée du Rhin. Par contre, les collections canoniques des IXe et Xe siècles, sauf la Collectio Anselmo dedicata (Italie septentrionale) et celle de Réginon de Prüm (Allemagne occidentale), n'ont guère pris note des Fausses Décrétales. Ceci change au XIe siècle avec la Réforme grégorienne. Les relations étroites entre les évêques et le pape comme décrites dans les décrétales sont un argument de choix pour les réformateurs dans leur lutte contre la simonie. Les collections de droit canonique redécouvrent les Fausses Décrétales et certains d'entre eux sont même des extraits des Décrétales avec seulement quelques textes provenant d'autres sources. Ce développement continue jusqu'au Décret de Gratien (vers 1140). Celui-ci gagne bientôt autorité en matière de droit canonique et remplace toutes les collections antérieures. Ce n'est qu'à l'époque du Grand Schisme d'Occident et des conciles réformateurs, donc aux XIVe et XVe siècles, que les Fausses Décrétales regagnent l'intérêt des canonistes et sont recopiées et relues.
Au Moyen Âge, les canonistes ont pris les Fausses Décrétales pour des textes parfaitement authentiques. Seul l'archevêque Hincmar de Reims, au IXe siècle, semble avoir eu des soupçons — ou peut-être en savait-il plus qu'il ne jugeait politique de l'admettre. Cette attitude changea au XVe siècle. Nicolas de Cues, qui avait copié un exemplaire des Fausses Décrétales lui-même (le manuscrit 52 de la Fondation Cusanus), remarqua certains anachronismes : était-il vraiment crédible que le pape-martyr Clément Ier ait fondé la prééminence de certains sièges épiscopaux sur le fait que les païens, eux, avaient leurs archiprêtres dans ces mêmes villes ?
Pendant la Réforme protestante du XVIe siècle, les attaques devinrent plus systématiques. Les Centuriatores Magdeburgenses rassemblèrent des arguments contre l'authenticité des Décrétales. Mais il fallut attendre jusqu'en 1628 pour que David Blondel, prédicateur réformé à Genève, fournît la preuve définitive : les soi-disant papes des trois premiers siècles citaient les Écritures d'après la version Vulgate, qui ne vit le jour que longtemps après leur mort. Du côté catholique, il y eut encore certaines manœuvres d'arrière-garde, mais depuis le début du XIXe siècle au plus tard, aucun théologien sérieux n'a plus émis de doutes sur la falsification.
Considérée comme authentique jusqu'au XVIIe siècle, la collection connaît une très grande diffusion dès le pontificat de Nicolas Ier (858–867). Elle n'est supplantée qu'au XIIe siècle, par le Décret de Gratien. Nous connaissons aujourd'hui une bonne centaine de manuscrits datant du IXe jusqu'au XVIIIe siècle de la collection.

## Éditions du texte
L'histoire des éditions des Fausses Décrétales est loin d'être celle d'un succès des érudits. La première édition parut en 1525 par les soins de Jacques Merlin qui simplement reproduisit un manuscrit probablement du XIIIe siècle d'une forme tardive des Fausses Décrétales. En 1863, Paul Hinschius fit paraître après seulement deux ans et demi de préparation son édition Decretales Pseudoisidorianæ et Capitula Angilramni. Bien qu'elle fût un remarquable accomplissement pour l'époque, l'édition souffre pourtant de trois graves défauts. D'abord, Hinschius a méjugé la date de ses manuscrits et n'a donc pas pris comme base de son édition les meilleurs manuscrits. Ensuite, il a méconnu le fait que les parties à base de textes authentiques dans les Fausses Décrétales sont elles-mêmes contaminées par des rédactions et des falsifications, et a donc réimprimé pour ces textes les editiones vulgares. Finalement, on ne peut pas se fier ni à son texte ni à ses notes critiques : la rapidité du travail a laissé ses traces. Une nouvelle édition a été élaborée dans la série des Monumenta Germaniæ Historica par les soins de Karl-Georg Schon et de Klaus Zechiel-Eckes.
La tradition manuscrite se groupe en six ou même sept versions différentes : la plus complète appelée par Hinschius « A1 » contient les trois parties mentionnées ci-dessus (manuscrit le plus important Vat. Ottob lat. du IXe siècle, Francie orientale) ; une deuxième version tout aussi importante est le groupe appelé « A/B » avec le Ms. Vat. lat. 630 en tête (IXe siècle, Scriptorium de Corbie) ; la version dite de Cluny (seulement décrétales), dont le manuscrit original a survécu : New Haven Beinecke Library 442 (France, après 858) ; la version dite « courte » (Hinschius « A2 ») avec le manuscrit Rome Biblioteca Vallicelliana D.38 en tête (IXe siècle, province ecclésiastique de Reims) ; le groupe appelé « B » par Hinschius, probablement datant du XIIe siècle et du Nord de la France (manuscrit p.e. Boulogne-sur-Mer Bibl. mun. 115) ; le groupe appelé « C » par Hinschius, lui aussi datant du XIIe ou peut-être du XIe siècle ; enfin un mélange d'éléments de version courte et de la version dite de Cluny datant peut-être du XIe siècle.
Il semble bien que les versions A1, A/B, A2 et la version dite de Cluny soient toutes les quatre issues de l'atelier des faussaires eux-mêmes.